# La sonrisa de Mona Lisa
La sonrisa de Mona Lisa (Mona Lisa Smile en inglés) es una película estadounidense de 2003 dirigida por Mike Newell. La película trata sobre una maestra de Historia del Arte, Katherine Watson (Julia Roberts), que durante su estadía en la Universidad de Wellesley en los años 50 procura enseñarles a las estudiantes que aspiren a algo más en la vida que a casarse y formar una familia.

## Argumento
Katherine Watson (Julia Roberts) se traslada desde California al campus de la prestigiosa y estricta Universidad de Wellesley en Estados Unidos, en el otoño de 1953, para enseñar Historia del Arte. En plena postguerra, Watson espera que sus estudiantes, las mejores y más brillantes del país, aprovechen las oportunidades que se les presentan para emanciparse. Sin embargo, poco después de su llegada, Katherine descubre que la prestigiosa institución está anclada en la tradición y el conformismo. A Katherine le disgusta esta situación e intenta ayudarlas. 
Según una de las profesoras del instituto, el matrimonio es más importante que la educación. Cuando Katherine convence a sus alumnas a pensar por sí mismas, se enfrenta con las facciones más conservadoras del profesorado y del alumnado, incluida una de sus estudiantes, la intransigente Betty Warren (Kirsten Dunst). La recién casada Betty se convierte en una formidable adversaria de la nueva profesora. Para la elegante y provocativa Giselle Levy (Maggie Gyllenhaal), Katherine se convierte modelo de comportamiento. Gracias a su ejemplo, la dulce y tímida Connie Baker (Ginnifer Goodwin) también adquiere valor y consigue la suficiente confianza para superar sus inseguridades. A través de los intentos de sus estudiantes para encontrar su propio camino, Katherine también aprende una lección diferente tanto para ella misma como para sus alumnas.

## Reparto
- Julia Roberts como Katherine Watson.
- Kirsten Dunst como Elizabeth "Betty" Warren.
- Julia Stiles como Joan Brandwyn.
- Maggie Gyllenhaal como Giselle Levy.
- Dominic West como Bill Dunbar.
- Ginnifer Goodwin como Connie Baker.
- Marcia Gay Harden como Nancy Abbey.
- Juliet Stevenson como Amanda Armstrong.
- Topher Grace como Tommy Donegal.
- John Slattery como Paul Moore.
- Jordan Bridges como Spencer Jones.
- Marian Seldes como Presidenta Jocelyn Carr.
- Donna Mitchell como Sra. Warren.
- Terence Rigby como Dr. Edward Staunton.
- Christopher Joseph Burke como guardián.

## Banda sonora
| N.  | Título                               | Cantante                  | Duración |
| --- | ------------------------------------ | ------------------------- | -------- |
| 1.  | "Mona Lisa"                          | Seal                      | 3:11     |
| 2.  | "You belong to me"                   | Tori Amos                 | 3:03     |
| 3.  | "Bewitched, Bothered and Bewildered" | Celine Dion               | 2:45     |
| 4.  | "The Heart of Every Girl"            | Elton John                | 3:40     |
| 5.  | "Santa Baby"                         | Macy Gray                 | 3:29     |
| 6.  | "Murder, He Says"                    | Tori Amos                 | 3:22     |
| 7.  | "Bésame mucho"                       | Chris Isaak               | 2:46     |
| 8.  | "Secret Love"                        | Mandy More                | 3:40     |
| 9.  | "What'll I do"                       | Alison Krauss             | 3:12     |
| 10. | "Istanbul (Not Constantinople)"      | The Trevor Horn Orchestra | 2:26     |
| 11. | "Sh-Boom (Life Could Be a Dream)"    | The Trevor Horn Orchestra | 2:49     |
| 12. | "I'm Beginning to See the Light"     | Kelly Rowand              | 1:47     |
| 13. | "I've Got the World on a String"     | Lisa Standsfield          | 2:20     |
| 14. | "Smile"                              | Barbra Steisand           | 4:17     |
| 15. | "Suite"                              | Rachel Portman            | 5:33     |

- Datos: Q642546
- Multimedia: Mona Lisa Smile / Q642546